# 冯军 (1969年1月)
冯军（1969年1月—），江苏灌云人，中共党员，原东部机场集团有限公司党委书记，在2021年南京禄口国际机场2019冠状病毒病聚集性疫情期间被停职。

## 生平
冯军还曾任南通市委常委、无锡市委常委等职。